# Konavoske stijene
Das FFH-Gebiet Konavoske stijene liegt in der Gespanschaft Dubrovnik-Neretva im Süden Kroatiens. Das etwa 3,7 km² große Schutzgebiet umfasst einen etwa 8 km langen und durchschnittlich etwa 450 m breiten Küstenstreifen an der Adria zwischen Komaji und Poljice. Die Steilküste zeichnet sich durch schroffe Klippen aus, die steil, bis zu 50 m tief in das Wasser abfallen. Teilweise haben sich hier Korallenriffe gebildet. Im Hinterland der Küste befinden sich Trockenrasen und Thermo-mediterrane Gebüsche.

## Schutzzweck

### Lebensraumtypen
Folgende Lebensraumtypen nach Anhang I der FFH-Richtlinie sind für das Gebiet gemeldet:
| EU Code | * | Lebensraumtyp (offizielle Bezeichnung)                                        | Fläche [ha] |
| ------- | - | ----------------------------------------------------------------------------- | ----------- |
| 1240    |   | Mittelmeer-Felsküsten mit Vegetation mit endemischen Limonium-Arten           |             |
| 5330    |   | Thermo-mediterrane Gebüschformationen und Vorwüsten (sonstige Gesellschaften) |             |
| 6220    | * | Mediterrane Trockenrasen der Thero-Brachypodietea                             |             |
| 8210    |   | Kalkfelsen mit Felsspaltenvegetation                                          |             |